# 오나카야마역
오나카야마역(일본어: 大中山駅 오오나카야마에키[*])은 일본 홋카이도 가메다 군 나나에정에 있는 홋카이도 여객철도 하코다테 본선의 철도역이다.

## 역 구조
2면 2선의 상대식 승강장이 있는 지상역으로, 양 승강장은 과선교로 연결되어 있다. 역사는 목조로, 나나에 역에서 관리하는 무인역이다. 야간 연락처는 고료카쿠 역으로 되어있다.

### 승강장
| 1 | ■ 하코다테 본선 | 고료카쿠 · 하코다테 방면      |
| 2 | ■ 하코다테 본선 | 오누마 · 모리 · 오샤만베 방면 |

## 역 주변
- 나나에 정사무소 오나카야마 출장소
- 하코다테 중앙 경찰서 나나에 주재소
- 오나카야마 우편국
- 나나에 정립 오나카야마 초등학교

## 역사
- 1946년 12월 1일 - 임시승강장으로 개업. 여객 취급 개시.
- 1950년 1월 15일 - 여객역으로 승격. 수하물 취급 개시.
- 1984년 2월 1일 - 수하물 취급 폐지.
- 1984년 11월 1일 - 역무 간이 위탁화.
- 1987년 4월 1일 - 일본국유철도 분할 민영화로 홋카이도 여객철도가 계승.
- 1992년 4월 1일 - 간이 위탁 폐지 및 무인화.
- 2007년 10월 - 역 번호 부여. H72.

## 인접한 역
| 홋카이도 여객철도 ■ 하코다테 본선 | 홋카이도 여객철도 ■ 하코다테 본선      | 홋카이도 여객철도 ■ 하코다테 본선 |
| --------------------------------- | -------------------------------------- | --------------------------------- |
| H71 나나에 오샤만베 방면          | 보통 (일반열차 "하코다테 라이너" 포함) | H73 기쿄 하코다테 방면            |